# Zeublitz
Zeublitz ist ein Dorf mit 48 Einwohnern und Gemeindeteil der Gemeinde Altenkunstadt im Landkreis Lichtenfels.

## Geografische Lage
Zeublitz liegt in einer Talsenke zwischen dem Külmitz (437,8 m ü. NHN) im Südosten, dem Kreibitzenberg (361,6 m ü. NHN) im Nordwesten und dem Eulenberg (429,8 m ü. NHN) bei Spiesberg im Südwesten. Es handelt sich um ein kurzes Seitental des Maintals. Zeublitz gehört aufgrund seiner unmittelbaren Nähe zum Main zum Obermainischen Bruchschollenland. Der Ortskern von Altenkunstadt befindet sich rund 3,5 Kilometer südöstlich von Zeublitz.

## Geschichte

### Frühe Siedlungsgeschichte
Erstmals besiedelt wurde die Gegend um Zeublitz, Strössendorf und die Trebitzmühle spätestens in der Bronzezeit. Darauf schloss man aufgrund eines 1928 gefundenen Hortfundes aus der Bronzezeit um 1200 v. Chr. zwischen Strössendorf und Zeublitz, bestehend aus einem Lappenbeil und zwei Knopfsicheln. Sie gingen in den Wirren des Zweiten Weltkrieges verloren und blieben unauffindbar.
Um die Zeitenwende war die Gegend vor allem von germanischen Stämmen besiedelt, die sich als Bauern und Viehzüchter niedergelassen hatten. Verdrängt wurden die Germanen von den Thüringern, bis diese ab 491 den Franken wichen.
Während die thüringische Bevölkerung zurückging, zogen ab Ende des 5. Jahrhunderts verstärkt Slawen, insbesondere Wenden und Sorben, eventuell auch Tschechen in die Region und ließen sich friedlich neben den Franken nieder. Wann Zeublitz genau gegründet wurde, ist unklar, höchstwahrscheinlich aber noch im 1. Jahrtausend als slawischer Rundling.

### Mittelalter und Frühe Neuzeit
Erstmals schriftlich erwähnt wurde das Dorf 1034 in einer Urkunde über die Schenkung von „zwei Herrschaftsgüter(n), nämlich Betestat und Cibilze“ durch Graf Reginboto von Wertheim und dessen Gemahlin Adela von Beichlingen an das Kloster Michelsberg. Diesem unterstand es rund 300 Jahre und kam anschließend am 4. September 1350 in Langheimer Besitz. In etwa dieser Zeit oder etwas früher dürfte auf dem Kreibitzenberg ein Turmhügel errichtet worden sein, dessen aufgeschütteten Erdhügel man noch deutlich erkennen kann.
Im Jahr 1801 gehörte der Ort zum Hochstift Bamberg und der Zehend dem Klosters Langheim. Kirchlich unterstand er der Pfarrei Altenkunstadt.

### Vom 19. Jahrhundert bis heute
1818 wurde aus Zeublitz, Spiesberg und der Trebitzmühle eine Gemeinde gebildet. Entscheidend für den Gemeindesitz war nicht die Anzahl der Einwohner, sondern die der Anwesen. Da Zeublitz mit 14 Anwesen größer war als die übrigen Gemeindeteile Spiesberg (11 Anwesen) und Trebitzmühle (1 Anwesen) wurde Zeublitz Sitz der neugebildeten Gemeinde Zeublitz. Als einziger heutiger Gemeindeteil von Altenkunstadt gehörte Zeublitz 1818 nicht zum Landgericht und Rentamt Weismain, sondern zum Landgericht und Rentamt Lichtenfels.
Die Kapelle mit dem Patrozinium Mariä Namen wurde durch den 1955 gegründeten Kapellenbauverein zwischen 1956 und 1957 errichtet und am 2. Juni 1957 geweiht. Sie prägt seitdem zusammen mit dem Dorfgemeinschaftshaus das Dorfzentrum. Von einer früheren Kirche oder Kapelle ist nichts bekannt.
Am 1. Juli 1972 erfolgte im Zuge der Gemeindegebietsreform die Eingemeindung nach Altenkunstadt.

### Etymologie
Der Name Zeublitz stammt vom slawischen Cibule, was Zwiebel bedeutet. Die ältesten überlieferten Schreibweisen des Ortes lauteten „Cibilze“ (1034), „Ciblice“ (1136), „Cibilze“ (vor 1180), „Cybilz“ (1251) und „Zeibelcz“ (1323). Rund um Zeublitz befand sich die „slawische Ecke“ des heutigen Gemeindegebietes, was man auch noch an anderen Namen slawischen Ursprungs wie den Ortsnamen Trebitzmühle und Strössendorf sowie den Bergnamen Külmitz, Kreibnitzenberg und Kordigast erkennen kann.

### Einwohnerentwicklung
Die Tabelle gibt die Einwohnerentwicklung von Zeublitz wieder.
| Jahr | Einwohner | Anwesen | Quelle: |
| ---- | --------- | ------- | ------- |
| 1818 | 78        | 14      | [ 7 ]   |
| 1950 | 93        |         | [ 6 ]   |
| 1977 | 54        |         | [ 6 ]   |
| 1987 | 43        |         | [ 8 ]   |
| 2005 | 55        |         | [ 6 ]   |
| 2010 | 52        |         | [ 9 ]   |
| 2011 | 52        |         | [ 10 ]  |
| 2012 | 50        |         | [ 11 ]  |
| 2013 | 48        |         | [ 12 ]  |

## Religion
Von den 48 Einwohnern waren im Juli 2013 ca. 88 % (42) römisch-katholisch, ca. 8 % (4) evangelisch und ca. 4 % (2) andersgläubig bzw. konfessionslos.

## Naturdenkmäler
- Eiche mit einem Brusthöhenumfang von 7,30 m (2016).[13]